# AMD Athlon 64 X2
AMD Athlon 64 X2 es una serie de microprocesadores x86-64 diseñada por AMD para computadoras personales, presentada en el año 2005. Introducidos para el socket 939, destacaba por tener  2 núcleos, con un bus HyperTransport de 2GHz, un TDP de 110W - 89W, y conjunto de instrucciones SSE3. Cada núcleo cuenta con una memoria caché independiente, y tienen entre 154 a 233,2 millones de transistores.
En 2006 fueron relanzados para el AM2 en 65 nm y con soporte para memoria DDR2, e incluyeron tecnologías de virtualización y mejoras en el consumo de energía.
En junio de 2007, AMD lanzó variantes de bajo voltaje de su Athlon 64 X2 de 65 nm de gama baja , llamado " Athlon X2 ". Los procesadores Athlon X2 cuentan con una potencia de diseño térmico (TDP) reducida de 45 vatios (W). El nombre también se usó para CPU de presupuesto basadas en K10 con dos núcleos desactivados.
El microprocesador AMD Turion 64 X2 es una versión de bajo consumo del procesador AMD Athlon 64 X2 destinada a los ordenadores portátiles.

## Modelos

### Modelos de Athlon 64 X2 para Socket 939

#### Manchester
Procesador de doble núcleo
- CPU-Stepping: E4
- L1-Cache: 64 + 64 KiB (de datos e instrucciones) por núcleo
- L2-Cache: 512 KiB por núcleo, a misma velocidad que este
- MMX, Extended 3DNow!, SSE, SSE2, SSE3, AMD64, Cool'n'Quiet, Bit NX
- Socket 939, HyperTransport (1000 MHz, HT1000)
- VCore (Voltaje en el núcleo): 1,35 V - 1,4 V
- Consumo (TDP): 89W/110W
- Lanzado al mercado: 1 de agosto de 2005
- Frecuencia del reloj: 2000 - 2400 MHz

| Modelo             | Frecuencia | Caché L2      | TDP   | Tecnología | Referencia    |
| ------------------ | ---------- | ------------- | ----- | ---------- | ------------- |
| Athlon 64 X2 3800+ | 2000 MHz   | 512 + 512 KiB | 89 W  | 90 nm      | ADA3800DAA5BV |
| Athlon 64 X2 4200+ | 2200 MHz   | 512 + 512 KiB | 89 W  | 90 nm      | ADA4200DAA5BV |
| Athlon 64 X2 4600+ | 2400 MHz   | 512 + 512 KiB | 110 W | 90 nm      | ADA4600DAA5BV |
| Athlon 64 X2 5000+ | 2600 MHz   | 512 + 512 KiB | 110 W | 90 nm      | ADA5000DAA5BV |

#### Toledo.
Procesador de doble núcleo
- CPU-Stepping: E6
- Caché L1: 64 + 64 KiB (datos + instrucciones), por núcleo
- Cache L2: 512 o 1024 KiB (1 MiB) por núcleo, a la velocidad de este
- MMX, Extended 3DNow!, SSE, SSE2, SSE3, AMD64, Cool'n'Quiet, Bit NX
- Socket 939, HyperTransport (1000 MHz, HT1000)
- VCore: 1,35 V - 1,4 V
- Consumo (TDP): 89W/110W
  - 89 W: 3800+, 4200+ y 4400+
  - 110 W: 4400+, 4600+ y 4800+
- Lanzado al mercado: 21 de abril de 2005
- Frecuencia del reloj: 2000 - 2400 MHz
  - 512 KiB L2-Cache:
    - 3800+: 2000 MHz
    - 4000+: 2110 MHz
    - 4200+: 2200 MHz
    - 4600+: 2400 MHz

  - Caché L2 de 1024 KiB (1 MiB)
    - 4400+: 2200 MHz
    - 4800+: 2400 MHz
    - 6000+: 3000 MHz

| Modelo             | Frecuencia | Caché L2  | TDP   | Tecnología |
| ------------------ | ---------- | --------- | ----- | ---------- |
| Athlon 64 X2 4400+ | 2200 MHz   | 1 + 1 MiB | 89 W  | 90 nm      |
| Athlon 64 X2 4800+ | 2400 MHz   | 1 + 1 MiB | 110 W | 90 nm      |

### Modelos de Athlon 64 X2 para Socket AM2

#### Windsor
Procesador de doble núcleo
- CPU-Stepping: F2, F3
- Caché L1: 64 + 64 KiB (datos + instrucciones), por núcleo
- Caché L2: 256, 512 o 1024 KiB (1 MiB) por núcleo, a la misma velocidad que este
- MMX, Extended 3DNow!, SSE, SSE2, SSE3, AMD64, Cool'n'Quiet, Bit NX, AMD Virtualization
- Socket AM2, HyperTransport (1000 MHz, HT1000)
- VCore: 1,25 V - 1,35 V
- Consumo (TDP): 89W/125W
- Lanzado al mercado: 23 de mayo de 2006
- Frecuencia del reloj: 2000 MHz - 3200MHz
  - Caché L2: 256 KiB
    - 3600+: 2000 MHz

  - 512 KiB L2-Cache: (a veces confundido con el núcleo Brisbane)
    - 3800+: 2000 MHz (F2&F3)
    - 4200+: 2200 MHz
    - 4600+: 2400 MHz (F2&F3)
    - 5000+: 2600 MHz (F2&F3)
    - 5400+: 2800 MHz (F3)

  - asd MHz4800+: 2400 MHz
    - 5200+: 2600 MHz (F2&F3)
    - 5600+: 2800 MHz (F3)
    - 6000+: 3000 MHz (F3)
    - 6400+: 3200 MHz (F3)

| Modelo             | Frecuencia | Caché L2      | Tecnología |
| ------------------ | ---------- | ------------- | ---------- |
| Athlon 64 X2 3600+ | 2000 MHz   | 256 + 256 KiB | 90 nm      |
| Athlon 64 X2 3800+ | 2000 MHz   | 512 + 512 KiB | 90 nm      |
| Athlon 64 X2 4000+ | 2100 MHz   | 1 + 1 MiB     | 90 nm      |
| Athlon 64 X2 4200+ | 2200 MHz   | 512 + 512 KiB | 90 nm      |
| Athlon 64 X2 4400+ | 2200 MHz   | 1 + 1 MiB     | 90 nm      |
| Athlon 64 X2 4600+ | 2400 MHz   | 512 + 512 KiB | 90 nm      |
| Athlon 64 X2 4800+ | 2400 MHz   | 1 + 1 MiB     | 90 nm      |
| Athlon 64 X2 5000+ | 2600 MHz   | 512 + 512 KiB | 90 nm      |
| Athlon 64 X2 5200+ | 2600 MHz   | 1 + 1 MiB     | 90 nm      |
| Athlon 64 X2 5400+ | 2800 MHz   | 512 + 512 KiB | 90 nm      |
| Athlon 64 X2 5600+ | 2800 MHz   | 1 + 1 MiB     | 90 nm      |
| Athlon 64 X2 6000+ | 3000 MHz   | 1 + 1 MiB     | 90 nm      |
| Athlon 64 X2 6400+ | 3200 MHz   | 1 + 1 MiB     | 90 nm      |

#### Brisbane
Procesador de doble núcleo
- CPU-Stepping: G1 y G2
- L1-Cache: 64 + 64 KiB (Datos + instrucciones), por núcleo
- L2-Cache: 512 KiB por núcleo, de velocidad total
- MMX, Extended 3DNow!, SSE, SSE2, SSE3, AMD64, Cool'n'Quiet, Bit NX, AMD Virtualization
- Socket AM2, HyperTransport (1000 MHz, HT1000 y HT 2000 MHz para la serie BE-2000)
- VCore: 1,25 V - 1,35 V
- Tamaño del núcleo (Die size): 126 mm²
- Consumo (TDP): 45W/65W
- Lanzado al mercado: 5 de diciembre de 2006 (la serie BE-2000 Energy Efficient con TDP de 45W fue oficialmente anunciada para julio/agosto de 2007 según el modelo)
- Frecuencia del reloj: 1900 MHz - 2900 MHz
  - 512 KiB L2-Cache:
    - 3600+: 1900 MHz (G1)
    - 4000+: 2100 MHz (G1)
    - 4200+: 2200 MHz (G1&G2)
    - 4400+: 2300 MHz (G1&G2)
    - 4800+: 2500 MHz (G1&G2)
    - 5000+: 2600 MHz (G1&G2)
    - 5200+: 2700 MHz (G1&G2)
    - 5400+: 2800 MHz (G2)
    - 5600+: 2900 MHz (G2)
    - BE-2300: 1900 MHz (G1&G2)
    - BE-2350: 2100 MHz (G1&G2
    - BE-2400: 2300 MHz (G2)
    - 5000+ Black Edition: 2600 MHz (G2)

| Modelo                           | Frecuencia | Caché L2      | TDP  | Tecnología |
| -------------------------------- | ---------- | ------------- | ---- | ---------- |
| Athlon 64 X2 3600+               | 1900 MHz   | 512 + 512 KiB | 65 W | 65 nm      |
| Athlon 64 X2 4000+               | 2100 MHz   | 512 + 512 KiB | 65 W | 65 nm      |
| Athlon 64 X2 4200+               | 2200 MHz   | 512 + 512 KiB | 65 W | 65 nm      |
| Athlon 64 X2 4400+               | 2300 MHz   | 512 + 512 KiB | 65 W | 65 nm      |
| Athlon 64 X2 4800+               | 2500 MHz   | 512 + 512 KiB | 65 W | 65 nm      |
| Athlon 64 X2 5000+               | 2600 MHz   | 512 + 512 KiB | 65 W | 65 nm      |
| Athlon 64 X2 5200+               | 2700 MHz   | 512 + 512 KiB | 65 W | 65 nm      |
| Athlon 64 X2 5400+               | 2800 MHz   | 512 + 512 KiB | 65 W | 65 nm      |
| Athlon 64 X2 5600+               | 2900 MHz   | 512 + 512 KiB | 65 W | 65 nm      |
| Athlon 64 X2 BE-2300             | 1900 MHz   | 512 + 512 KiB | 45 W | 65 nm      |
| Athlon 64 X2 BE-2350             | 2100 MHz   | 512 + 512 KiB | 45 W | 65 nm      |
| Athlon 64 X2 BE-2400             | 2300 MHz   | 512 + 512 KiB | 45 W | 65 nm      |
| Athlon 64 X2 Black Edition 5000+ | 2600 MHz   | 512 + 512 KiB | 65 W | 65 nm      |